# Thecla myron
Thecla myron är en fjärilsart som beskrevs av Frederick DuCane Godman och Osbert Salvin 1887. Thecla myron ingår i släktet Thecla och familjen juvelvingar. Inga underarter finns listade i Catalogue of Life.